# Porte d'Orléans (stanice metra v Paříži)

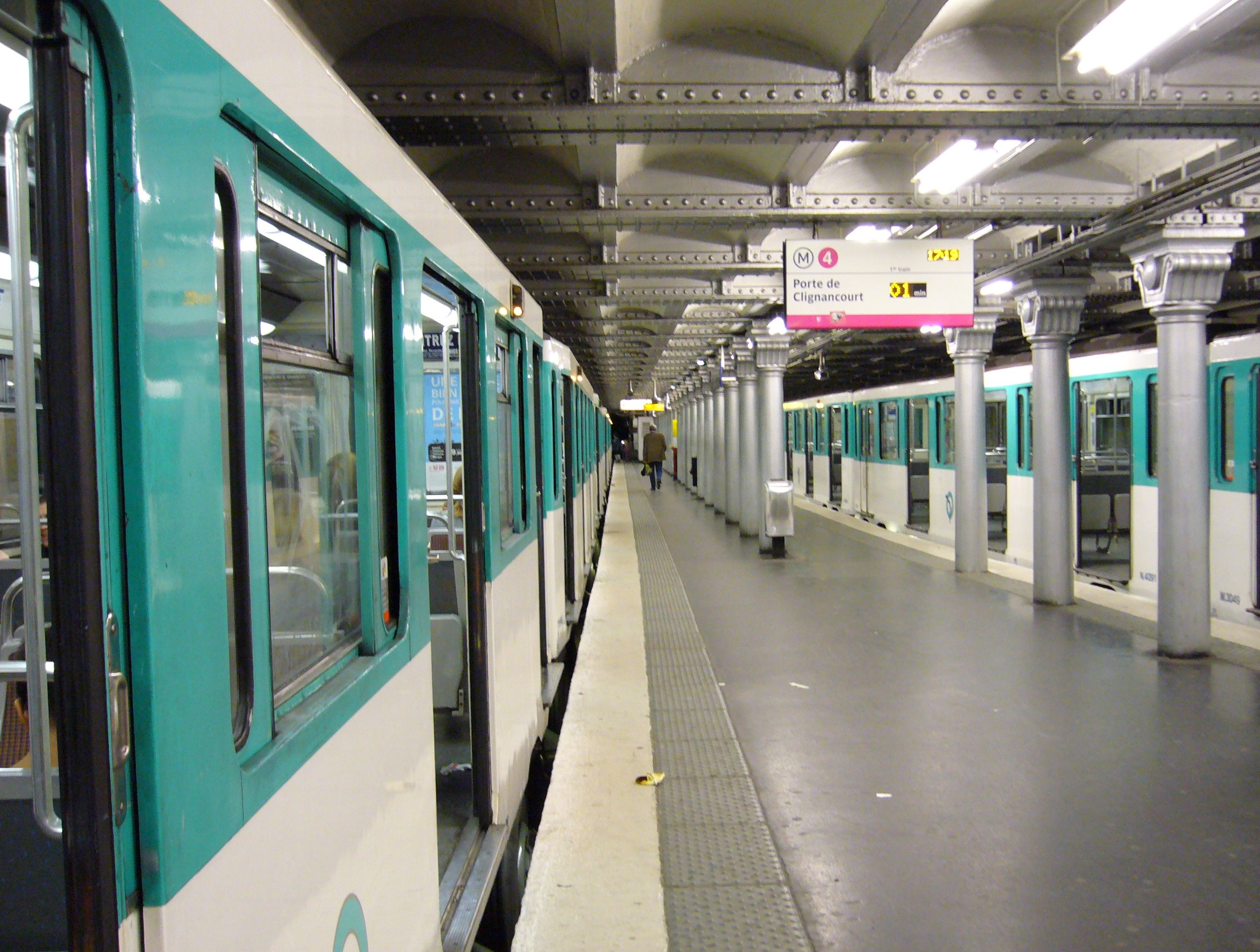
Nástupiště

Porte d'Orléans je konečná stanice pařížského metra na jižní větvi linky 4. Nachází se ve 14. obvodu v Paříži na křižovatce Avenue du Général Leclerc, Boulevard Jourdan a Boulevard Brune, které se stýkají u náměstí Place du 25 Août 1944.

## Historie
Stanice byla otevřena 30. října 1909 jako součást druhého úseku linky.
16. prosince 2006 byl umožněn přestup na tramvajovou linku T3.

## Další vývoj
V polovině roku 2012 má dle plánu dojít k prodloužení tratě o tři nové stanice. Tím by Porte d'Orléans po více než 100 letech přestala být konečnou stanicí.

## Název
Jméno stanice je odvozeno od názvu jedné z městských bran, kterou procházela silnice do města Orléans. Na informačních tabulích je oficiální název stanice doplněn ještě podnázvem psaným malým písmem: Général Leclerc podle názvu ulice pojmenované po generálu Leclercovi.

## Vstupy
Stanice má několik vchodů:
- Rue de la Légion Étrangère
- Avenue Ernest Reyer
- Boulevard Brune
- Avenue du Général Leclerc
- Boulevard Jourdan (dva východy)